# Megachile conjugalis
Megachile conjugalis är en biart som beskrevs av Mitchell 1930. Megachile conjugalis ingår i släktet tapetserarbin, och familjen buksamlarbin. Inga underarter finns listade i Catalogue of Life.